# Tuł
Tuł (621 m n.p.m.) – niewysoki szczyt na Pogórzu Cieszyńskim w wododziale Wisły i Odry, na wschód od Lesznej Górnej.

## Położenie
Orograficznie znajduje się w grzbiecie, stanowiącym przedłużenie Pasma Stożka i Czantorii w Beskidzie Śląskim. Wznosi się ok. 2,5 km na północny zachód od Małej Czantorii, oddzielony od niej Przełęczą pod Tułem (536 m n.p.m.). Ma formę górskiego wału długości ok. 3 km, opadającego łagodnie w kierunku zachodnim. Wierzchołek, znajdujący się we wschodniej części tego wału, leży w głównym wododziale Polski: spływające z jego wschodnich stoków wody trafiają do potoku Cisówka w dorzeczu Wisły, zaś wody z pozostałych zboczy spływają do potoku Lesznianka, należącego przez Olzę do dorzecza Odry.

## Geologia
Tuł zbudowany jest z wapieni cieszyńskich i tylko w nieznacznym stopniu zalesiony, pokryty jest w większości zaroślami i łąkami o bogatej roślinności wapieniolubnej i kserotermicznej.

## Przyroda
Na wysoką wartość przyrodniczą Tułu zwracali uwagę już na przełomie XIX i XX w. Josef Matzura i Józef Londzin, a w latach międzywojennych Karol Buzek, Andrzej Czudek, Marian Koczwara i Kazimierz Simm.
Krótko po II wojnie światowej na Tule i w najbliższej okolicy naukowcy zanotowali 923 gatunki roślin, wśród nich wiele gatunków rzadkich i chronionych. Wielu gatunków, rosnących tu jeszcze 20–50 lat wcześniej, nie udało się jednak odnaleźć. Na początku XX w. występowały tu m.in. 22 gatunki storczykowatych (na 72 gatunki znane z Europy), z których po II wojnie światowej nie udało się odnaleźć 7 gatunków. Wśród tych, które wyginęły, były obuwik pospolity, koślaczek stożkowaty, kukułka bzowa, storczyk samczy i storczyk trójzębny. Podobnie wyginął, spotykany tu 100 lat temu kosaciec trawolistny, mający w rejonie Tułu swe jedyne stanowiska w Polsce. W latach międzywojennych widziano tu jeszcze ostatnie okazy dyptamu jesionolistnego (jedno z pięciu znanych stanowisk w Polsce). W 2008 r. opisano najliczniejsze w Polsce, liczące około 165 osobników stanowisko ostrożenia głowacza.
W II połowie XX w., zwłaszcza w latach 70. i 80., znaczne straty w tutejszych zbiorowiskach roślinnych spowodowało przeorywanie łąk oraz nawożenie ich i obsiewanie mieszankami traw pastewnych.
Osobliwością dendrologiczną są pojedyncze okazy starych, drzewiastych klonów polnych (paklonów), o średnicy pnia sięgającej 50 cm i wysokości do 10 m, rosnące na wschodnich stokach Tułu.
Przywierzchołkowy fragment Tułu o powierzchni 15,69 ha objęto w 1948 r. rezerwatem przyrody, nazwanym „Góra Tuł” (obecnie już nieistniejącym). Z kolei w 2007 utworzono na górze Tuł użytek ekologiczny o powierzchni 6,94 ha, celem zachowanie ze względów przyrodniczych, naukowych, dydaktycznych i krajobrazowych łąk storczykowych ze stanowiskami regionalnie rzadkich i ustępujących gatunków roślin.

## Archeologia
W trakcie zwiadu archeologicznego w 1997 r. na szczycie góry Tuł odkryto ślady osadnictwa z okresu prehistorycznego. W trakcie wykopalisk prowadzonych latem 2003 r. archeolodzy odkryli tu pozostałości osady kultury łużyckiej, a więc z okresu, kiedy rodziły się wielkie cywilizacje europejskie. Osada miała ok. 3 ha powierzchni, a zamieszkiwało ją co najmniej 100–150 osób. Jest to jedna z największych i najwyżej położonych osad tego typu w polskich Karpatach. Na podstawie znalezionych licznych fragmentów naczyń glinianych, rozcieraczy i żaren kamiennych, a także na podstawie badań radiowęglowych, ustalono okres funkcjonowania osady na schyłek epoki brązu (900–750 r. p.n.e.) i początek epoki żelaza (750–400 r. p.n.e.).

## Szlaki turystyczne
– zielony z Goleszowa – 1.15 h, z powrotem 1 h,
 – zielony z Czantorii Wielkiej – 1.45 h, w drugą stronę – 2.30 h,
  – z Ustronia przez Małą Czantorię – znaki żółte, a potem zielone – 3 h.
Poniżej szczytu znajdowało się schronisko PTTK „Pod Tułem”, obecnie obiekt prywatny, funkcjonujący jako restauracja z pokojami gościnnymi.

## Galeria

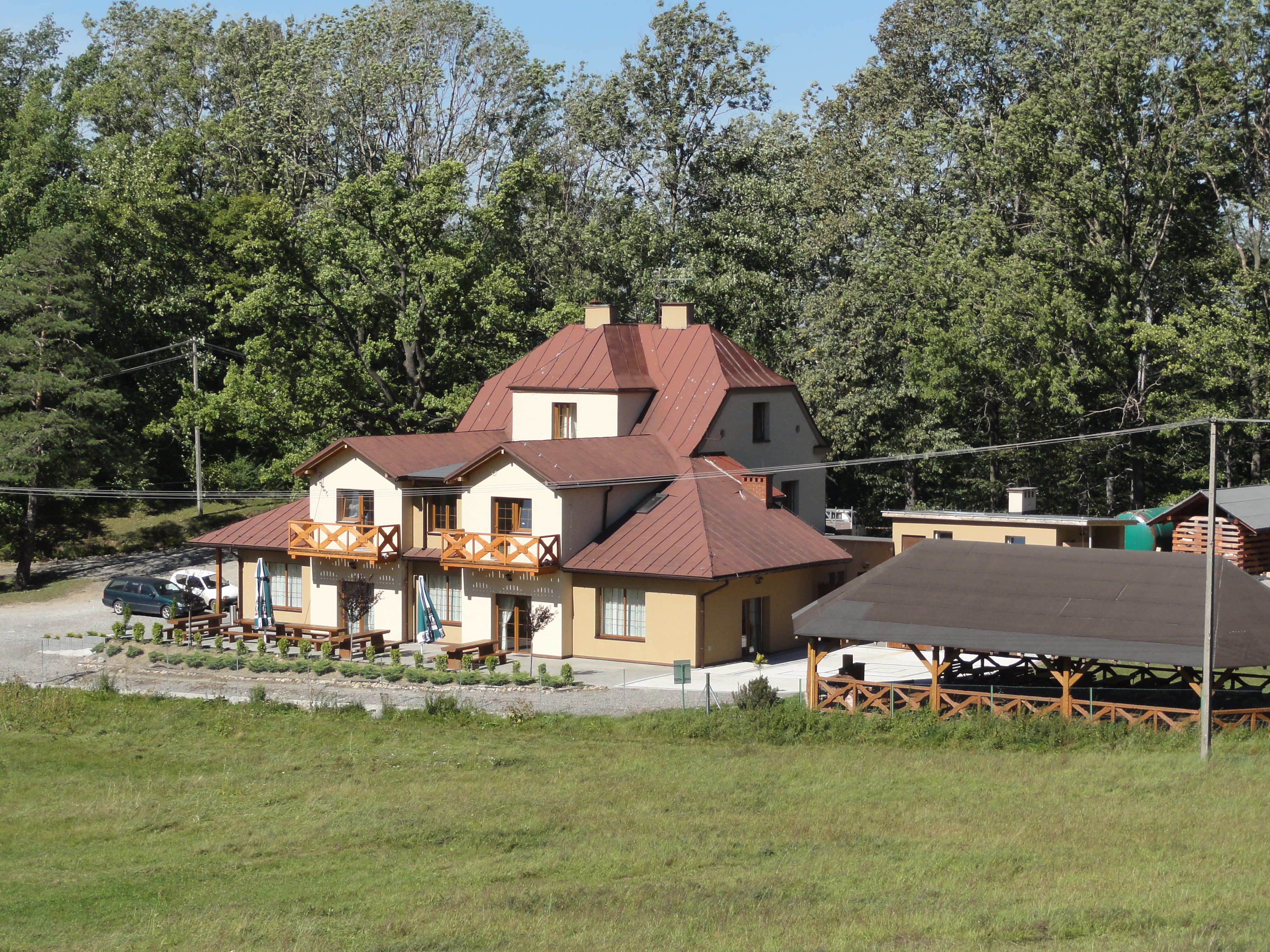
Restauracja pod Tułem (dawne schronisko)
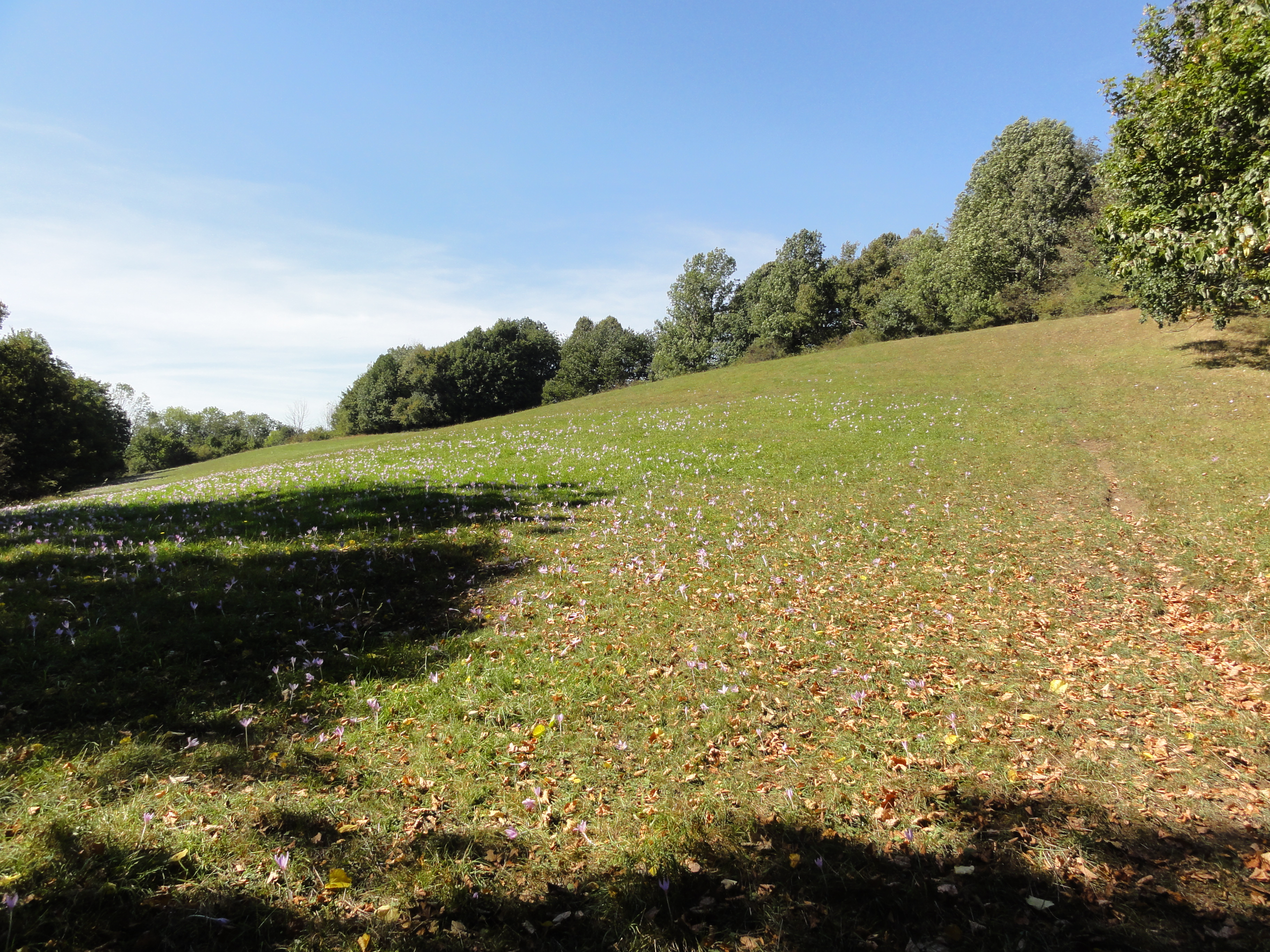
Zimowity na łące pod Tułem
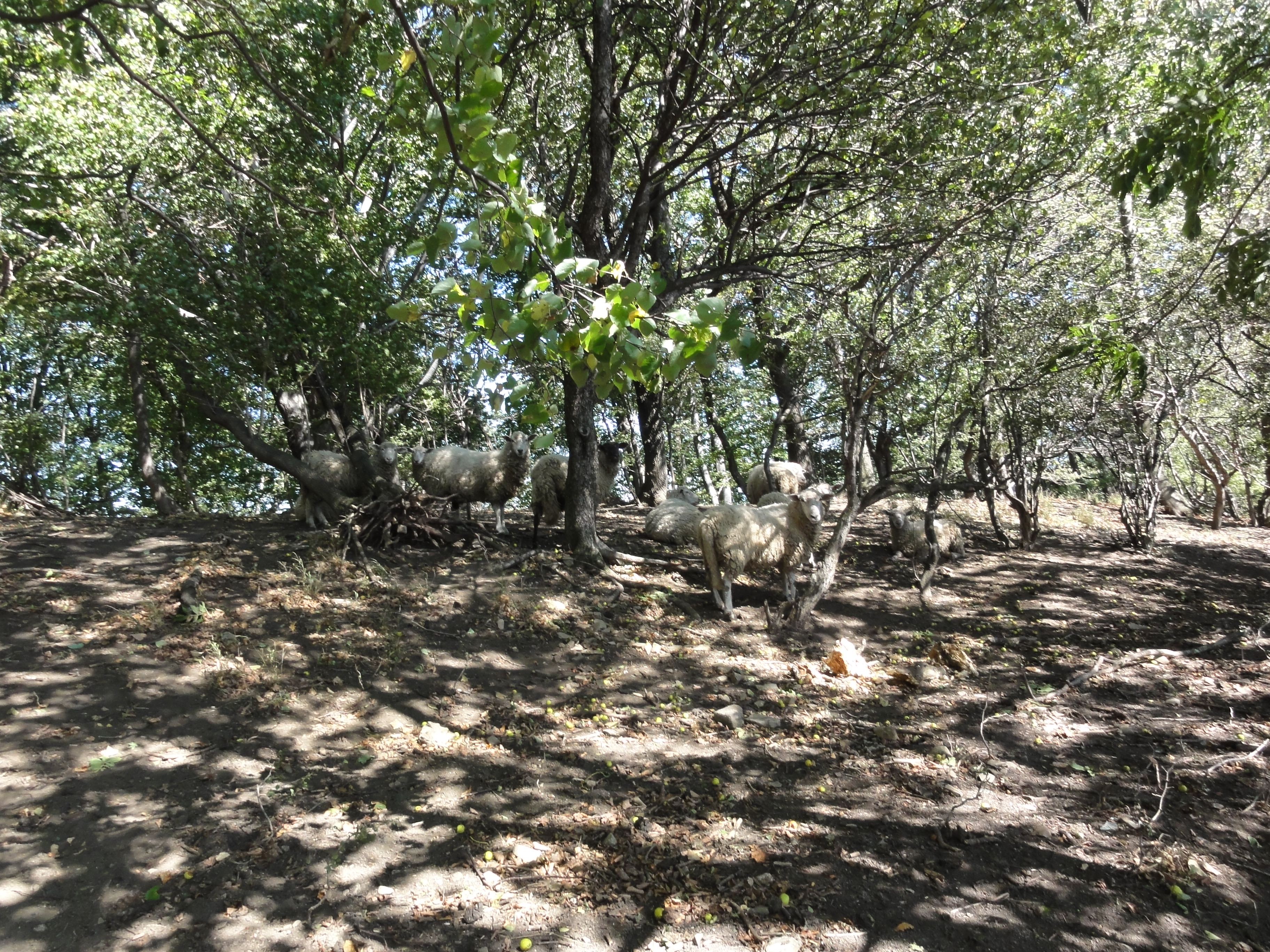
Owce odpoczywające na szczycie Tułu
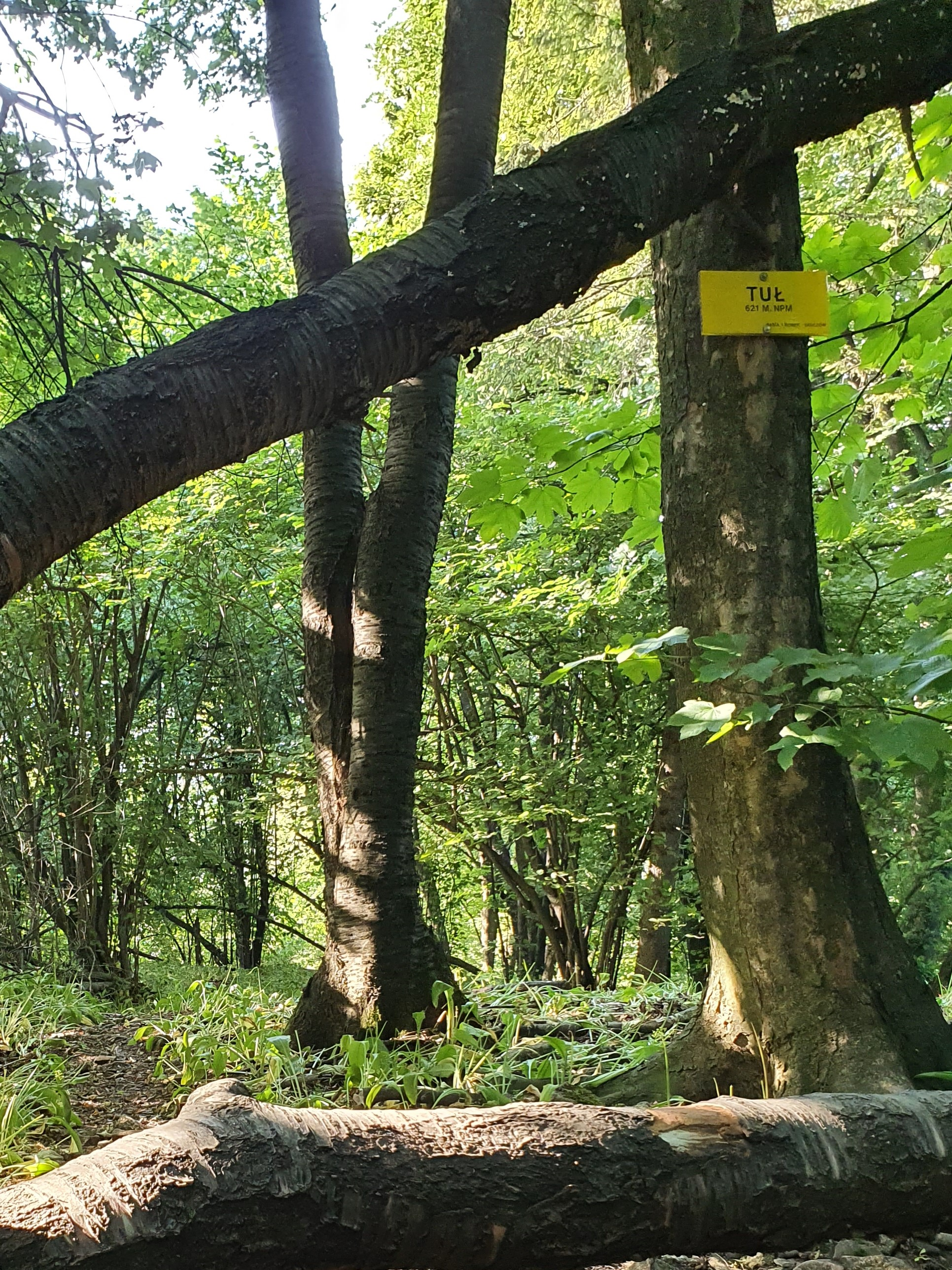
Szczyt Tułu z tabliczką informacyjną